# The Extra Girl
The Extra Girl er en amerikansk stumfilm fra 1923 af F. Richard Jones.

## Medvirkende
- Mabel Normand som Sue Graham
- George Nichols som Zachariah "Pa" Graham
- Anna Dodge som Mary "Ma" Graham
- Ralph Graves som Dave Giddings
- Vernon Dent som Aaron Applejohn
- Ramsey Wallace som T. Phillip Hackett
- Charlotte Mineau som Belle "Widow" Brown